# 柴垣站
柴垣站（日语：／ Shibagaki eki */?）是位於石川縣羽咋市柴垣町，北陸鐵道能登線的鐵路車站（廢站）。

## 概要
由於能登線在能登高濱站以南區間都是沿海邊行走，因此沿線都有合適的地方建設海灘。當中鄰近此站的柴垣海灘的規模最大。在夏季會有從國鐵七尾線直通至此站的海水浴臨時列車，當時會有許多泳客前往此站。

## 歷史
- 1925年（大正14年）3月3日：能登鐵道開設此站[1]。
- 1943年（昭和18年）10月13日：在合併後成為北陸鐵道能登線的車站。
- 1972年（昭和47年）6月25日：能登線全線廢除，此站也被廢除[1]。

## 車站構造
此站是地面車站，設有1面2線的島式月台。

## 現狀
車站遺址變成單車徑途中的休憩處。

## 相鄰車站
北陸鐵道
能登線
瀧－柴垣－甘田

## 注腳
1. 1 2  今尾惠介. . 日本: 新潮社. 2008年10月18日: 32. ISBN 9784107900241.

## 相關項目
- 日本鐵路車站列表 Shi